# Чена, Джованни
Джованни Чена (итал. Giovanni Cena; 12 января 1870, Монтанаро, Пьемонт — 6 декабря 1917, Рим) — итальянский поэт, прозаик, редактор, журналист,
литературный критик.

## Биография
Родился в бедной семье. В молодости планировал, что станет священником, но вместо этого посвятил себя гуманистическим исследованиям и литературе.
Учился в Туринском университете, ученик Артуро Графа.
Дебютировал в 1897 году, издав поэму «Мать», посвященную простой крестьянке, которая принесла ему признание. Сборник лирических стихов, озаглавленный по-латыни «In umbra» («В тени», 1899) изображают картины сельской жизни, проникнутые любовью к труженикам. Поэзия Д. Чены свободна от риторики, отмечена простотой, искренностью чувства.
С 1902 г. — главный редактор римского литературного и общественно-политического журнала «Новая антология» («Nuova antologia»), в котором опубликовал переводы произведений М. Горького, А. П. Чехова, В. Г. Короленко.
Социалистические идеи Д. Чена трактовал в духе гуманистического просветительства. В единственном романе «Предостерегающие» (1904, в рус. пер. — «Ценою жизни», 1905) описана жизнь городской бедноты.
Был в отношениях с писательницей Сибиллой Алерамо.

## Избранные произведения
- Opere complete, v. 1—5, Torino, 1929;
- Homo, sonetti, Roma, 1907; в рус. пер. — [Письма Чены к Горькому в 1906—1909], в кн.: Архив А. М. Горького, т. 8, М., 1960

## Память
В его честь названа улица в Турине.